# Elisabeth Schwarzkopf
Olga Maria Elisabeth Frederike Schwarzkopf (Jarotschin (Posen, thans Jarocin, Polen), 9 december 1915 - Schruns (Oostenrijk), 3 augustus 2006) was een Duitse sopraan, die later de Britse nationaliteit aannam. Ze was gehuwd met de Britse platenproducent Walter Legge.

## Carrière

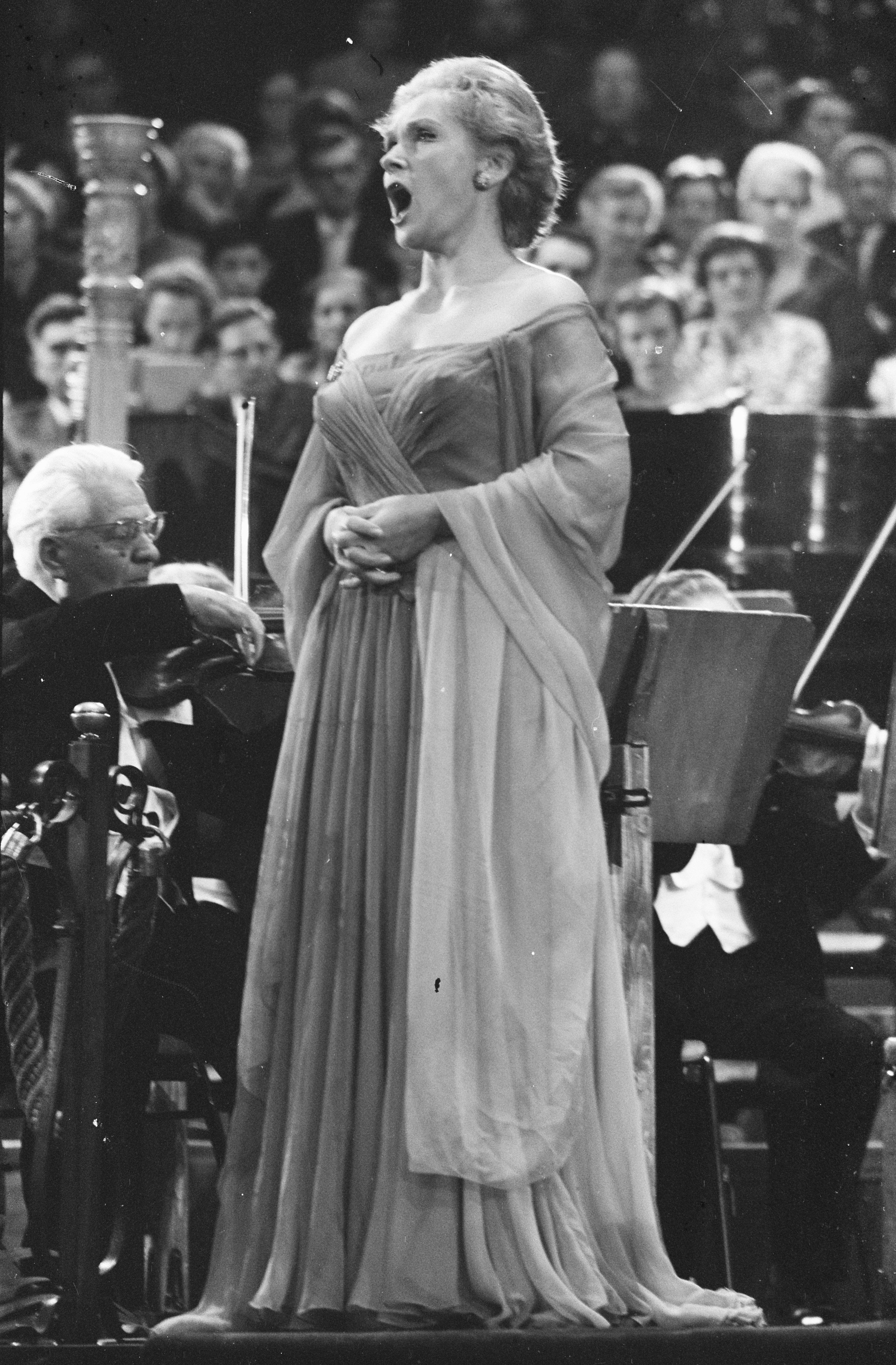
Schwarzkopf (Amsterdam, 1961)

Na de Musikhochschule te Berlijn doorlopen te hebben, debuteerde zij in 1938 als bloemenmeisje in Wagners laatste opera, Parsifal. Korte tijd later werd zij lid van de NSDAP, trad op in Heimat-films en zong voor de SS aan het oostfront. Dat kwam haar later op een lange boycot in de Verenigde Staten te staan.
Er bestaan vele opnamen van haar, waarvan verscheidene door kenners worden gerekend tot de mooiste interpretaties van operarollen of liederen die tot op heden zijn gemaakt - misschien geëvenaard, maar nimmer overtroffen. Zij was bekend om haar buitengewoon mooie stem die zij met grote virtuositeit en met een niet aflatend streven naar perfectie gebruikte. Zij straalde een onaantastbaar kunstenaarschap uit, met een hoge stem die gekenmerkt werd door de totale technische perfectie in expressie en voordracht. De zeldzame kritiek die weleens werd uitgeoefend, wees op een zo grote aandacht voor de techniek van het zingen, dat de directe emotionele impact van het gezongene daarbij misschien weleens wat tekort kwam.
Met name excelleerde Schwarzkopf in werken van Mozart, Richard Strauss (Vier letzte Lieder), Hugo Wolf en Stravinsky (The Rake's Progress). Schwarzkopf hield na het beëindigen van haar zangcarrière nog regelmatig masterclasses, waarin zij soms genadeloze kritiek op jonge zangers uitte. Ze bleek een vreeswekkend strenge meesteres te zijn voor onder anderen de Nederlandse zangers Charlotte Margiono, Wendela Bronsgeest, Miranda van Kralingen, Maarten Koningsberger, Math Dirks en Nico van der Meel.
Elisabeth Schwarzkopf overleed op 90-jarige leeftijd in Oostenrijk.

## Discografie
- Elisabeth Schwarzkopf interprets songs by Wolf, Schubert, Strauss, Purcell, Arne & Quilter, Liedjes uit het RIAS-archief uit 1958, meewerkenden: Elisabeth Schwarzkopf | Michael Raucheisen (audite 95.633, CD 2009).
- Johannes Brahms: Ein deutsches Requiem. EMI Classics, met Dietrich Fischer-Dieskau, Dir.: Otto Klemperer
- Wolfgang Amadeus Mozart: Don Giovanni. EMI Classics – met Eberhard Waechter, Joan Sutherland und unter Carlo Maria Giulini
- Wolfgang Amadeus Mozart: Così fan tutte. EMI Classics, met Léopold Simoneau, Sesto Bruscantini, Dir.: Herbert von Karajan
- Wolfgang Amadeus Mozart: Così fan tutte. EMI Classics, met Alfredo Kraus, Giuseppe Taddei, Dir.: Karl Böhm
- Elisabeth Schwarzkopf singt Lieder von Schubert, Schumann und Richard Strauss, EMI
- Elisabeth Schwarzkopf sings Operetta, Johann Strauß, Carl Zeller, Karl Millöcker, Franz Lehár e.a., Dir.: Otto Ackermann, EMI (1959)
- Engelbert Humperdinck: Hänsel und Gretel, EMI Classics, met Elisabeth Grümmer, Dir.: Herbert von Karajan
- Johann Strauß: Die Fledermaus, met Nicolai Gedda, Erich Kunz, Dir.: Herbert von Karajan
- Richard Strauss: Ariadne auf Naxos, met Rita Streich, Irmgard Seefried, Hermann Prey, Dir.: Herbert von Karajan
- Richard Strauss: Capriccio. EMI Classics – met Eberhard Waechter, Dietrich Fischer-Dieskau en onder Wolfgang Sawallisch
- Richard Strauss: Der Rosenkavalier. EMI Classics – als Marschallin onder Herbert von Karajan in een opname uit 1956
- Richard Strauss: Vier letzte Lieder en 12 Orchesterlieder, Dir.: George Szell, Emi-Classics, in opnamen van 1966 en 1969
- Hugo Wolf: Italienisches Liederbuch, met Dietrich Fischer-Dieskau, Gerald Moore, EMI Classics – opname van 1965/66
- Verdi: Requiem – Aufnahme 1964, ES, Christa Ludwig, Nicolai Gedda, Dir. C. M. Giulini,
- Verdi: Requiem – Aufnahme 1954, ES, di Stefano, Siepi, Dir. Victor de Sabata, koor en orkest Mailänder Scala
- Richard Wagner: Die Meistersinger von Nürnberg. – als Eva onder Herbert von Karajan in een live-opname (Bayreuther Festspiele) van 1951
- Beethoven: Missa solemnis D-Dur op. 123, opname september 1958, ES, Ludwig, Gedda, Dir. H.v.Karajan, Philh. Orch. London

## Filmografie
- Elisabeth Schwarzkopf – Portrait einer Sängerin. Een film van Wolf-Eberhard von Lewinski. productie: SR. Uitgezonden op het Erste ter gelegenheid van de 70e verjaardag van de artiest in december 1985.
- Die unerbittliche Kunst – Meisterkurs Lied bei Elisabeth Schwarzkopf. Een film van Syrthos J. Dreher, 92 minuten, Stuttgart 1988, SDR. Verkorte versie (60 min.) uitgezonden op SWR 3, SRG/DRS en Classica. Oorspronkelijke titel Ich will nicht grausam sein, aber es geht am schnellsten, later veranderd op verzoek van E. Schwarzkopf. Verdeeld in 6 verschillende lessen (bijv. Vom Sitz der Stimme, Vom Legato, Vom Begreifen des Textes, Vom Klavierspiel). De laatste, The Legacy, is een interview van 30 minuten.
- Dich hab ich vernommen! Elisabeth Schwarzkopf unterrichtet Lieder von Hugo Wolf. Een film van Norbert Beilharz, 60 minuten, productie: SWR, eerste uitzending: 12 oktober 2003 Documentatie van haar laatste masterclass aan de Internationale Hugo Wolf Akademie Stuttgart in Wenen met Evgenia Grekova, Radu Cojocariu, Gundula Schneider, Agust Olafsson, Jae Eun Lee en Hartmut Höll aan de piano.  - Elisabeth Schwarzkopf-Masterclass is dezelfde film ingekort met een kwartier.
- Der Rosenkavalier. Film van Paul Czinner, met Schwarzkopf, Edelmann, Jurinac, Kunz, Rothenberger, Dir. H. von Karajan, Salzburg 1960, 192 minuten op dvd.
- Elisabeth Schwarzkopf. A Viennese Evening. Ltg. Willi Boskowsky, opname van een Weense avond, 31 oktober 1963 van Radio Canada, dvd, s/w, 49 minuten, Format 4:3, NTSC, let op de regiocode. ES zingt Wiener Blut, Sei nicht bös, Schenkt man sich Rosen in Tirol, Viljalied, Wien Wien
- Elisabeth Schwarzkopf soprano. Opnamen van concerten London 1961, London 1970 (Gerald Moore) en Paris 1967 (dirigent: Berislav Klobučar). Deels s/w. DVD medici arts NTSC.
- Medewerking in de speelfilms Der Verteidiger hat das Wort, Duitsland 1943/1944 met R. Fernau en Heinrich George en Das Mädchen von Saint Coeur, korte speelfilm uit 1939/1940, beide opgeslagen in het Bundesfilmarchiv in Berlijn-Wilmersdorf, rechten in bezit van de Murnau Stichting
- Filmportret uit 1986 van Alan Benson, GB. Speelduur 60 minuten, E.S. vertelt over haar leven en carrière. Impressies van de masterclass in Aldeburgh maken het filmportret compleet.
- E.S. Masterclass. Documentaire, Duitsland, 2000, 60 minuten ES werd gezien toen ze de Russische zangeres Evgenia Grekova les gaf tijdens haar laatste masterclass. Ze oefenden samen Mozart's Pamina.
- E.S. in gesprek met August Everding. Da Capo eerste uitzending van 17 mei 1986, 60 minuten.
- E.S. in gesprek met Karl Löbl op 12 december 2004 live vanuit de Wiener Staatsoper, 55 minuten.

## Onderscheidingen
- In 1966 ontving Schwarzkopf de Zweedse koninklijke onderscheiding Litteris et Artibus.
- Koningin Elizabeth II benoemde haar in 1992 tot Dame Commander in de Orde van het Britse Rijk (DBE). Daarmee verwierf zij persoonlijke, niet-erfelijke adeldom en werd "Dame Elisabeth".
- In Duitsland werd zij in de Orde Pour le Mérite gekozen.

## Trivia
- Elisabeth Schwarzkopf was zich zeer bewust van haar vocale kwaliteiten. In het BBC-radioprogramma Desert Island Discs (Platen voor een onbewoond eiland), waarbij de gast van de week acht platen mag uitkiezen om mee te nemen bij verbanning naar een onbewoond eiland, koos zij zeven van haar eigen opnamen. In het begin van dit radioprogramma zei ze, zich excuserend, dat ze voor één keer zeven platen van zichzelf koos, omdat ze haar leven wilde herbeleven. “Wanneer we de opnames doen, luisteren we er zo vaak naar dat we, wanneer ze één keer klaar zijn, geen tijd hebben om ze te herbeluisteren, en dat wil ik doen wanneer ik op het eiland ben.”
- Moderne operaregisseurs konden haar goedkeuring niet wegdragen: de naam van Peter Sellars mocht in haar aanwezigheid niet genoemd worden.[1]